# Зарічне (Хустський район)
Зарі́чне — село в Хустській міській громаді Хустському районі Закарпатській області в Україні. 
Вперше згадується в 1907 році як Husztnagyág
Зміна назв: 1913 — Husztnagyág, 1944 — Túlanagyágtelep, Заръковъ, 1983 — Зарічне, Заречное.
На північ від села розташована пам'ятка природи місцевого значення — Городилівський водоспад.
Городи́лівський водоспа́д — каскад водоспадів в Українських Карпатах, у гірському масиві Тупий; гідрологічна пам'ятка природи місцевого значення. Розташований у Хустському районі Закарпатської області, за кілька кілометрів на північ від села Зарічне.
Водоспад розташований у верхів'ї потоку Городилів (права притока річки Ріки), на висоті 450 м над р. м. Складається з трьох основних каскадів і кількох менших. Висота падіння води у найвищому каскаді — 5 м.

## Населення
За переписом населення України 2001 року в селі мешкало 379 осіб.

### Мова
Розподіл населення за рідною мовою за даними перепису 2001 року:
| Мова       | Кількість | Відсоток |
| ---------- | --------- | -------- |
| українська | 374       | 97.40%   |
| російська  | 8         | 2.08%    |
| білоруська | 1         | 0.26%    |
| угорська   | 1         | 0.26%    |
| Усього     | 384       | 100%     |

## Туристичні місця
- пам'ятка природи місцевого значення — Городилівський водоспад.
- пам'ятка природи місцевого значення —  Ніреський водоспад
- Свято-Троїцький монастир
- Свято-Пантелеймонівський монастир